# Shoah à Boryslav
La Shoah à Boryslav (en polonais : Borysław) s'est déroulée pendant l'occupation allemande, du 1er juillet 1941 au 7 août 1944. La ville, où résident environ 13 000 Juifs avant la guerre, contient deux ghettos juifs ainsi qu'un camp de travail. Les Juifs sont pour la quasi-totalité assassinés sur place, déportés au centre d'extermination de Bełżec ou conduits dans le camp de concentration de Janowska, près de Lwów ; seules quelques centaines survivent à la Shoah.

## Contexte

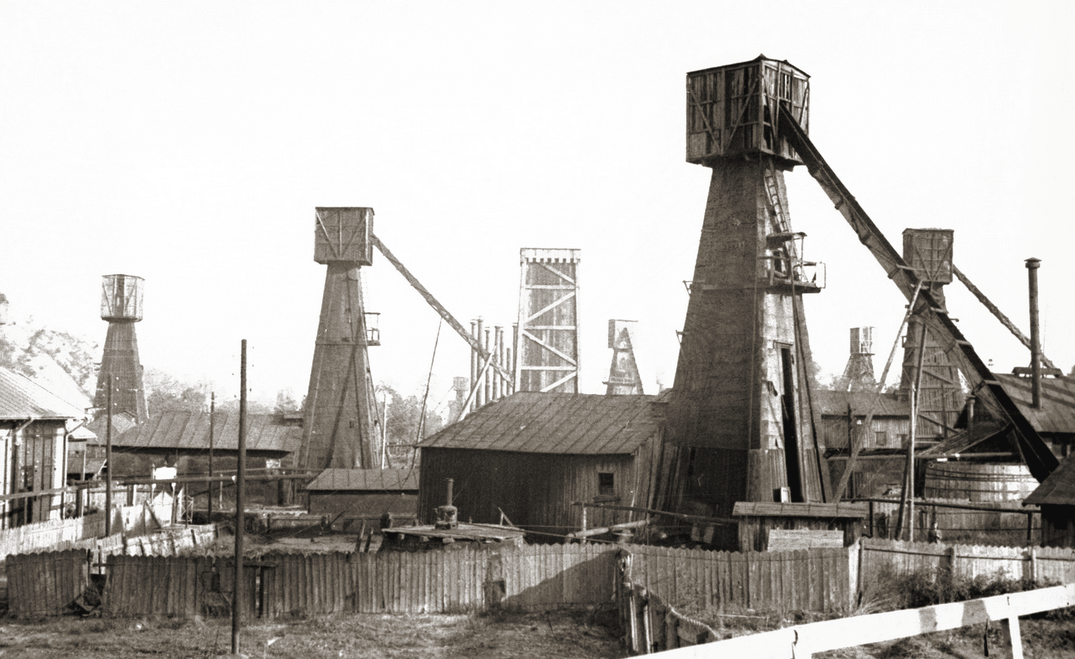
Puits de pétrole à Boryslav en 1932.

Boryslav est une commune de la voïvodie de Lwów, à environ 100 km au sud-ouest de Lwów, en Pologne, où résident environ 13 000 Juifs (sur 45 000 habitants), qui travaillent essentiellement dans le commerce et dans l'industrie pétrolière de Galicie orientale, laquelle majeure dans la région de Boryslav et Drohobytch. Composée de Polonais, d'Ukrainiens et de Juifs, la ville est multi-ethnique ; les relations inter-ethniques sont globalement dénuées d'hostilité.
Les troupes allemandes de la campagne de Pologne investissent la ville le 12 septembre 1939 ; elles spolient les Juifs de leurs biens, instaurent le travail forcé et procèdent à diverses humiliations, tandis que des milices de nationalistes ukrainiens attaquent des habitants juifs. Ces méfaits cessent avec la prise de contrôle de Boryslav par l'Armée rouge, le 24 septembre, consécutive au pacte germano-soviétique. Boryslav est alors intégrée à la République socialiste soviétique d'Ukraine,. Les marchands juifs doivent cesser leur activité et les institutions juives sont démantelées ; les Soviétiques, assistés d'une milice constituée de citoyens, arrêtent des habitants (non juifs) de l'élite locale, dont certains sont déportés plus à l'est en URSS,,.

## Début de l'occupation et pogrom du2 juillet 1941
Le 1er juillet 1941, la 17e armée allemande reprend la ville aux Soviétiques, dans le cadre de l'opération Barbarossa ; certains Juifs accompagnent l'Armée rouge dans sa fuite. Le 2 juillet, une milice ukrainienne, aidée de paysans polonais (et peut-être de quelques soldats allemands) massacre plus de 300 Juifs et en violente bien d'autres, dans un pogrom consécutif à la découverte de 44 prisonniers politiques, essentiellement polonais et ukrainiens, assassinés par le NKVD,. Dans l'imaginaire collectif, les Juifs sont tenus pour responsables de la période de terreur soviétique, voire de la mort de ces prisonniers. Des Juifs sont ainsi forcés de laver le corps des victimes du NKVD,. Le pogrom est aussi l'occasion de nombreuses spoliations des biens des Juifs par les autres habitants ; d'autres Polonais et Ukrainiens, à l'inverse, cachent ou protègent des Juifs. Les récits de survivants témoignent du traumatisme et de l'étonnement, notamment chez ceux enfants à l'époque, devant cette éruption de violence de la part d'habitants polonais et ukrainiens qu'ils fréquentaient pacifiquement auparavant — et non d'étrangers allemands. L'armée allemande, d'abord passive, rétablit l'ordre le lendemain. La milice ukrainienne assassine cependant une quarantaine de Juifs supplémentaires les 12 et 22 juillet 1941.
Un Judenrat, conseil juif local, est créé courant juillet, avec à sa tête Michael Herz ; le mois suivant, une police juive est créée et placée sous les ordres d'un Juif nommé Jonas. Le Judenrat est tenu par les Allemands de fournir chaque jour, avec l'aide opérationnelle de la police juive, un quotas de Juifs pour les travaux forcés, opérés tant à Boryslav que dans des camps de travail environnants.
Le 1er août 1941, l'administration civile prend le relai de l'armée allemande : Boryslav, dirigée par le SA-Hauptsturmführer Bornemann puis par Wilhelm Möllers à compter de l'automne 1942, est incluse dans l'arrondissement Drohobytch (dirigé par Eduard Jedamzik jusqu'en juin 1942, puis par Hermann Görgens) au sein du district de Galicie du Gouvernement général de Pologne.

## Extermination organisée des Juifs (1941-1943)
La première Aktion est organisée les 27 et 28 novembre 1941 par la Gestapo, avec l'aide de l'Ordnungspolizei (Orpo) et de la police auxiliaire ukrainienne, qui est issue de la milice citoyenne précédemment mentionnée et connaît particulièrement bien, en comparaison des Allemands, la communauté juive locale — elle représente de ce fait un grand danger pour cette dernière. Environ 800 Juifs, jugés inaptes au travail (ou militants communistes) font l'objet d'une rafle et sont conduits dans les forêts environnantes où ils sont exécutés par balle le 29 novembre,. Tout au long de l'occupation, les Allemands cherchent en effet à concilier l'extermination des Juifs et le maintien de l'activité pétrolière, à laquelle les travailleurs qualifiés juifs s'avèrent indispensables ; pour cette raison, les Juifs jugés inaptes à travailler sont assassinés les premiers,.
En novembre 1941, le Kreishauptmann de l'arrondissement de Drohobytch envisage l'établissement d'un ghetto ouvert. Le 20 novembre, les Juifs se voient interdire de déménager sous peine de mort. En mars 1942, alors que la population juive s'est réduite à 10 734 personnes le mois précédent (notamment en raison de départs de réfugiés et de déplacements dans des camps de travail alentour), le Stadtkommissar (équivalent du maire) valide l'établissement d'un ghetto, avec pour optique l'exploitation économique des Juifs. Cependant, une épidémie meurtrière de typhus durant l'hiver 1941-1942 conduit les autorités allemandes à repousser sa mise en œuvre,.
Durant l'année 1942, des Juifs sont envoyés dans les camps de travail de Popiele, Skole et Stryj.
Le 6 août commence la seconde Aktion. Après avoir réclamé au Judenrat, fin juillet, l'établissement d'une liste de Juifs soi-disant en vue d'un déplacement vers la région de Pinsk, plus à l'est, la Schutzpolizei, aidée de la police auxiliaire ukrainienne et avec la participation forcée de la police juive, raflent environ 6 000 Juifs (4 000 de Boryslav et 2 000 des villages alentour) ; ils commencent par ceux dont les noms ont été listés par le Judenrat mais, confrontés à la dissimulation de nombreux Juifs en ville et dans les forêts environnantes, arrêtent des Juifs au hasard. Les habitants arrêtés sont retenus dans le cinéma Graszyna et dans les anciens locaux du Parti socialiste polonais jusqu'au 8 août 1942, date à laquelle 5 000 d'entre eux sont déportés par convoi ferroviaire au centre d'extermination de Bełżec, 400 sont envoyés au camp de concentration de Janowska (près de Lwów) et environ 250 sont sauvés par Berthold Beitz, directeur commercial de l'entreprise pétrolière Karpathen Öl AG (de) arrivé à Boryslav en juillet 1941 ; les enfants, vieillards et malades sont quant à eux exécutés sur place. Par la suite, le président du Judenrat Michael Herz et plusieurs policiers juifs, dont leur chef, fuient ou démissionnent ; leurs remplaçants,  Heinrich Kahane pour le Judenrat et Bernard Eisenstein (surnommé Walek) pour la police juive, sont nommés par les Allemands,,,.
Deux ghettos sont créés en septembre 1942 dans des quartiers pauvres essentiellement occupés par des Juifs, Potok Górny et
Nowy Swiat ; les conditions sanitaires y sont mauvaises, notamment en raison d'une importante surpopulation. Si les ghettos sont dans un premier temps ouverts, seuls les Juifs travaillant dans l'industrie pétrolière et dotés d'un brassard « A » (pour Arbeitsjuden, qui peut être traduit par « Juifs travailleurs »), au nombre de 1 760, sont autorisés à en sortir pour rejoindre leur lieu de travail. Les sources divergent quant au fait que les ghettos auraient été ceints d'une clôture barbelée le mois suivant,. De nombreux Juifs tentent de fuir vers la Hongrie ou de se cacher ; une centaine d'entre eux, découverts par l'occupant, seront exécutés par la Schutzpolizei le 21 novembre. Un petit mouvement de résistance, doté d'une vingtaine de membres, émerge au sein des ghettos à cette période,.
La troisième Aktion a lieu du 21 au 24 octobre 1942. Des Juifs des environs sont déportés dans les ghettos, portant leur population à 4 890 ; plus d'un millier d'entre eux sont conduits au centre d'extermination de Bełżec. Une quatrième déportation est organisée dès le mois suivant : 1 500 à 2 000 Juifs sont, durant trois semaines, rassemblés dans le cinéma Graszyna où ils vivent dans des conditions extrêmement dures avant d'être déportés, les 29 et 30 novembre 1942, au centre d'extermination de Bełżec ou, pour une minorité d'entre eux, au camp de concentration de Janowska. Durant cette Aktion ou la précédente (les sources divergent), Berthold Beitz parvient de nouveau à sauver 150 personnes,,.

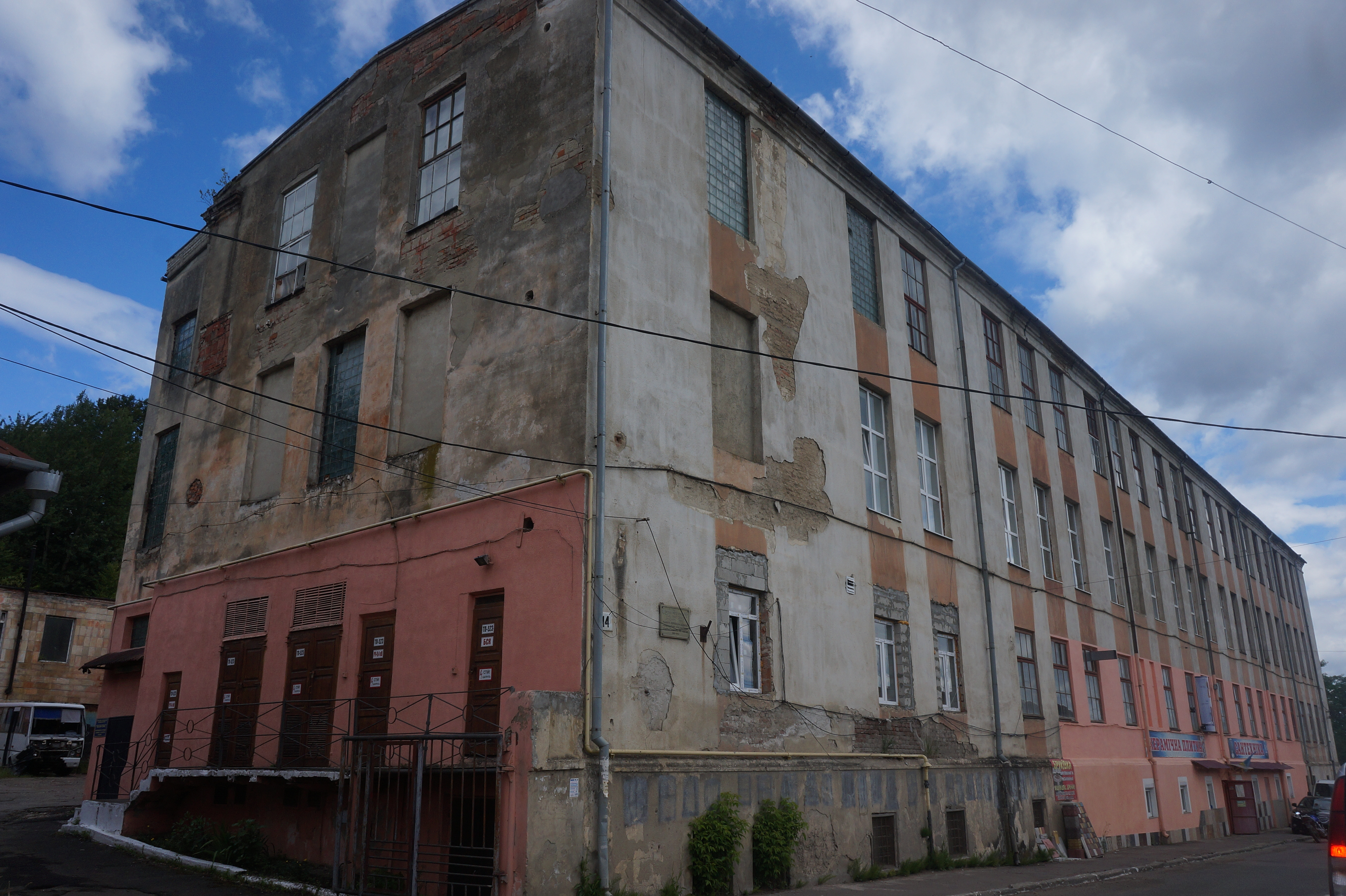
Photographie contemporaine du bâtiment du camp de travail.

En novembre 1942, un camp de travail forcé (Zwangsarbeitslager, ZAL) est ouvert à destination d'une partie des Juifs travaillant dans l'industrie pétrolière. Il est situé dans le quartier de Mrasznica, près d'un bâtiment surnommé la « Maison blanche » (polonais : Biały dom) qui accueillait déjà des Juifs privilégiés travaillant à la Karpathen Öl AG sous la protection de Berthold Beitz. Début décembre, environ 1 500 personnes (dont certaines passées à la clandestinité) sont détenues dans le camp de travail forcé, tandis que les ghettos accueillent encore 2 000 habitants ; 400 Juifs sont assassinés ce mois-ci,,.
Les témoignages de survivants juifs de Boryslav relatent le risque et la peur permanents d'être trahis par d'anciennes connaissances et soulignent les durs choix qui doivent être faits quant aux personnes à qui se fier. Certains Polonais et Ukrainiens cachent gracieusement des Juifs, d'autres en profitent pour extorquer leurs biens ; tous sont susceptibles d'être dénoncés. Les survivants relatent également que les chances de survie sont accrues pour les Juifs les plus fortunés. Des membres du Judenrat et de la police juive du ghetto s'enrichissent en effet en monnayant la possibilité d'échapper aux Aktionnen ; par exemple, la possibilité de sortir du cinéma Graszyna, où sont rassemblés les Juifs sélectionnés pour être déportés, peut coûter 15 000 złotys. Les policiers juifs, dont le chef à partir de l'été 1942, Eisenstein, est dépeint comme particulièrement cruel et retors, sont ainsi décrits comme perdant progressivement leur sens moral jusqu'à devenir des auxiliaires zélés des nazis. Une survivante, Gina Wieser, témoigne ainsi en 1945 : « Notre police juive s’est pliée en quatre pour rendre service aux Allemands pendant les rafles et a livré tous les Juifs qu’elle a pu trouver. Elle a appris aux Allemands à fouiller les bunkers et les abris, creuser sous le sol et à démolir les murs. » La police juive devient de ce fait crainte et les témoignages de survivants à son sujet sont unanimement négatifs. Plus généralement, le sentiment de trahison à l'égard des habitants de Boryslav est prégnant dans les témoignages de rescapés.

## Maintien du seul camp de travail et liquidation (1943-1944)
La cinquième Aktion a lieu les 16 et 17 février 1943 dans les abattoirs, où sont exécutés 600 femmes, enfants et personnes âgées ; d'autres exécutions de moindre ampleur suivent, jusqu'à la liquidation des ghettos les 25 mai et 2 juin 1943, durant laquelle une partie des Juifs est envoyée au camp de Janowska et 700 autres, essentiellement des enfants et des adultes jugés inaptes au travail, ainsi que les membres de la police juive, sont fusillés. Les exécutions se poursuivent au cours de l'été lorsque des Juifs dissimulés en ville ou dans les bois environnants sont débusqués par les nazis et leurs auxiliaires ukrainiens,,. Un certain nombre de Juifs ont en effet aménagé des caches souterraines collectives en forêt, lesquelles sont la cible d'une bande de « bandits » ukrainiens et sont par ailleurs fréquemment découvertes et dénoncées par des habitants, selon des témoignages de survivants ; plusieurs y vivent, moyennant des changements réguliers de cachette, jusqu'à la Libération. Une unité de partisans, composée pour l'essentiel de fugitifs juifs et ensuite intégrée à un groupe plus large de la Gwardia Ludowa, est également active en 1943-1944 dans les environs de Boryslav.
Seuls 1 500 Juifs sont temporairement épargnés ; en novembre 1943, 1 231 Juifs (officiellement, en réalité davantage) sont employés par Karpathen Öl AG (de) à Boryslav. Le camp de travail forcé de Boryslav subsiste jusqu'à avril 1944 : à l'approche de l'Armée rouge, les 800 Juifs qui y vivent, ainsi que dans la « Maison blanche » proche, sont déportés au camp de Płaszów (une source évoque aussi le centre d'extermination d'Auschwitz).

## Après la Libération
Seules quelques centaines de Juifs de Boryslav survivent à la Shoah. Leur nombre, qui ne peut être déterminé avec certitude, est généralement évoqué dans les sources comme étant d'approximativement 400, la moitié en se cachant en ville ou dans les forêts environnantes, l'autre moitié revenant d'Union soviétique ou ayant réchappé des camps allemands,. L'historienne ukrainienne Yuliya Kisla souligne que la survie des Juifs à Boryslav dépendait particulièrement de deux facteurs propres à la ville : son industrie pétrolière, dont les Allemands avaient besoin, et sa situation géographique, sur les contreforts des Carpates dont les forêts étaient propices à la dissimulation.
Après-guerre, Boryslav (aujourd'hui en Ukraine) est intégrée à l'URSS.
Des membres de la Schutzpolizei et de la police juive du ghetto sont traduits en justice ; parmi ces derniers, deux sont condamnés respectivement à vingt ans d'emprisonnement et à la perpétuité. À l'inverse, Berthold Beitz et plusieurs habitants polonais et ukrainiens de Boryslav sont reconnus comme Justes parmi les nations pour avoir sauvé la vie de Juifs.
Plusieurs monuments sont érigés en hommage aux Juifs assassinés à Boryslav : un premier sur le site du charnier l'exécution du 28 novembre 1941, un second à l'arrière des abattoirs qui ont accueilli plusieurs exécutions, un troisième à l'emplacement de l'ancien cimetière juif, fermé en 1959 ; une plaque commémorative est également apposée sur les bâtiments du camp de travail forcé,.

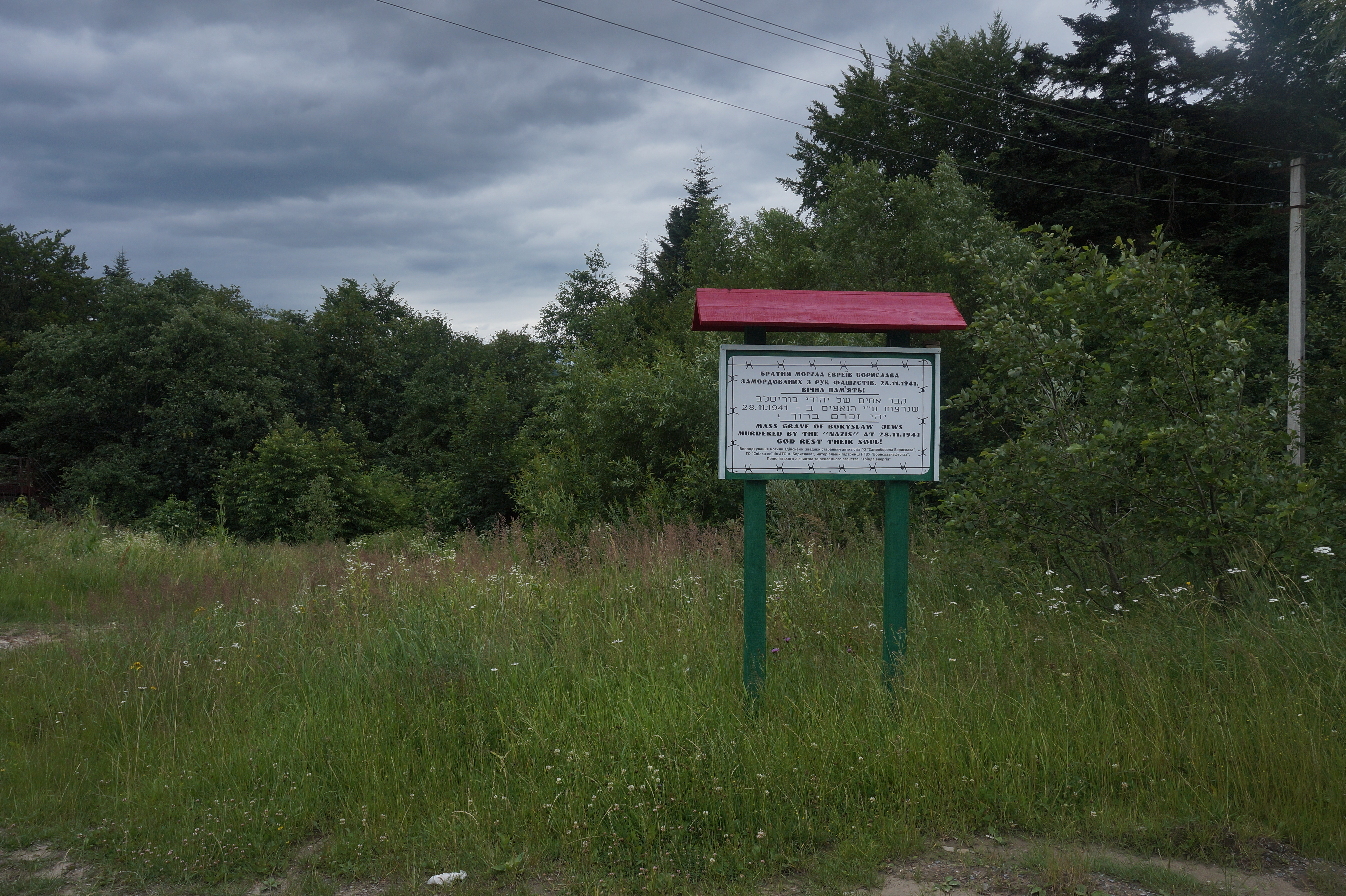
Écriteau sur le charnier du 28 novembre 1941.
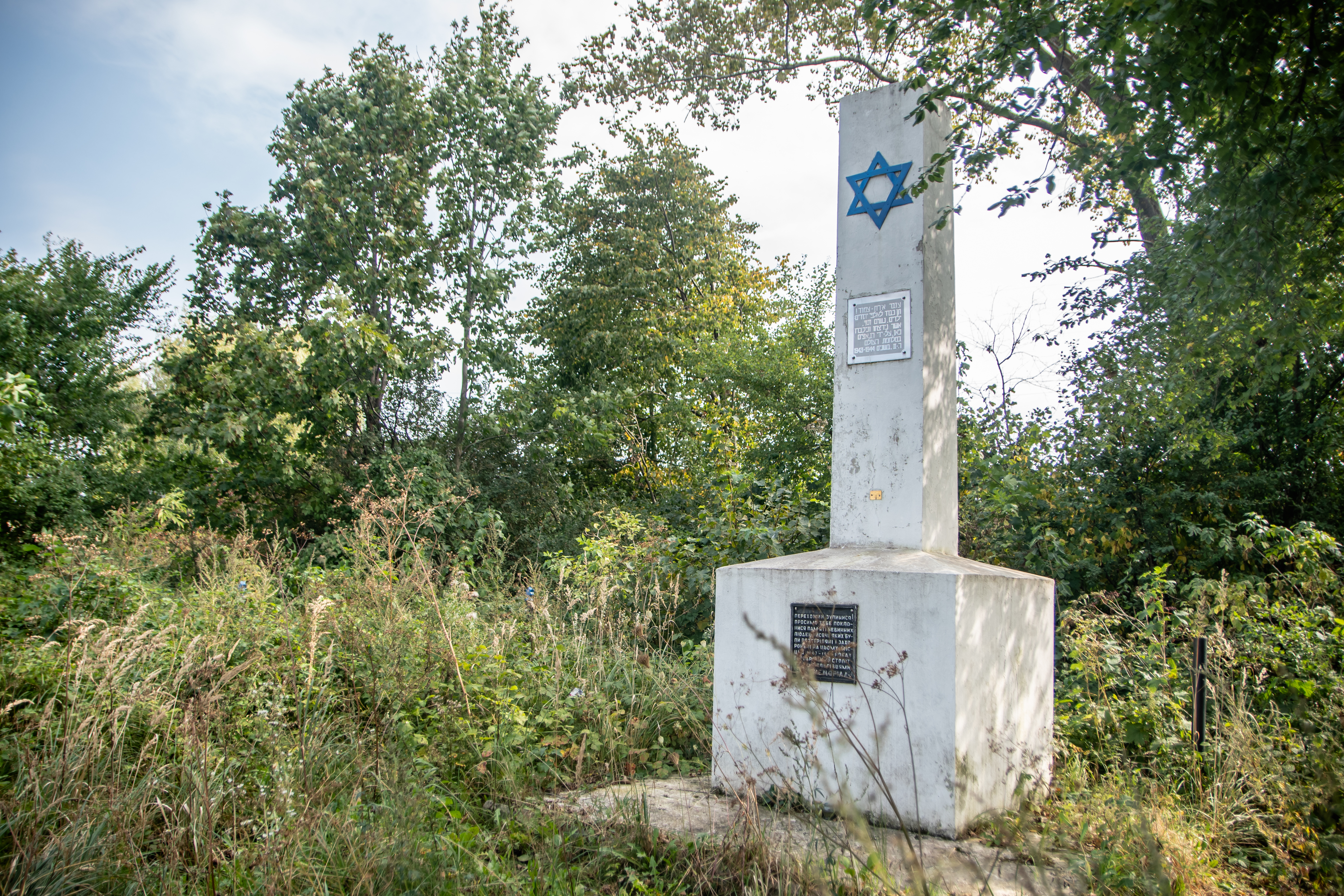
Monument commémoratif à l'arrière des abattoirs, autre lieu d'exécution des Juifs.
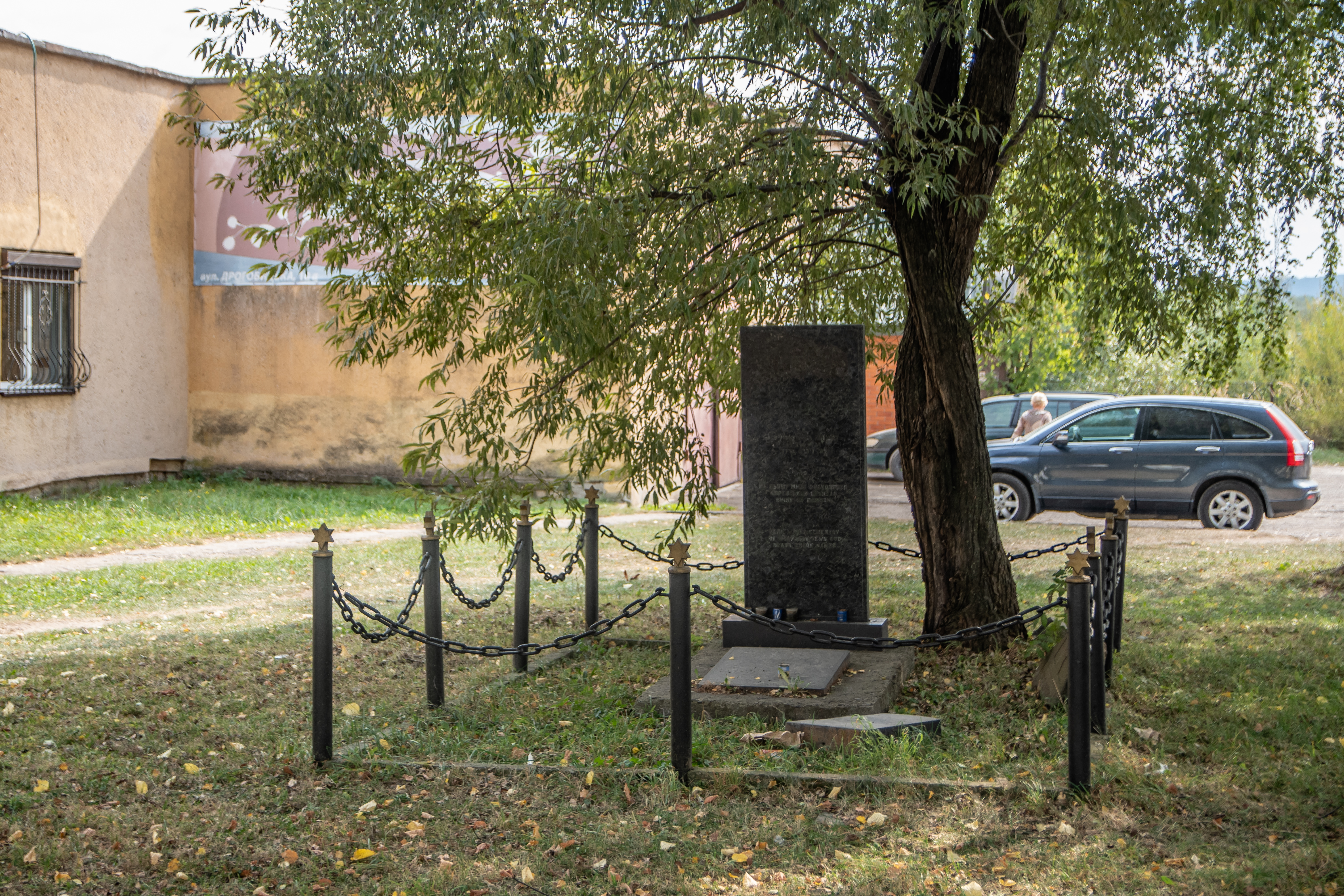
Emplacement de l'ancien cimetière juif.
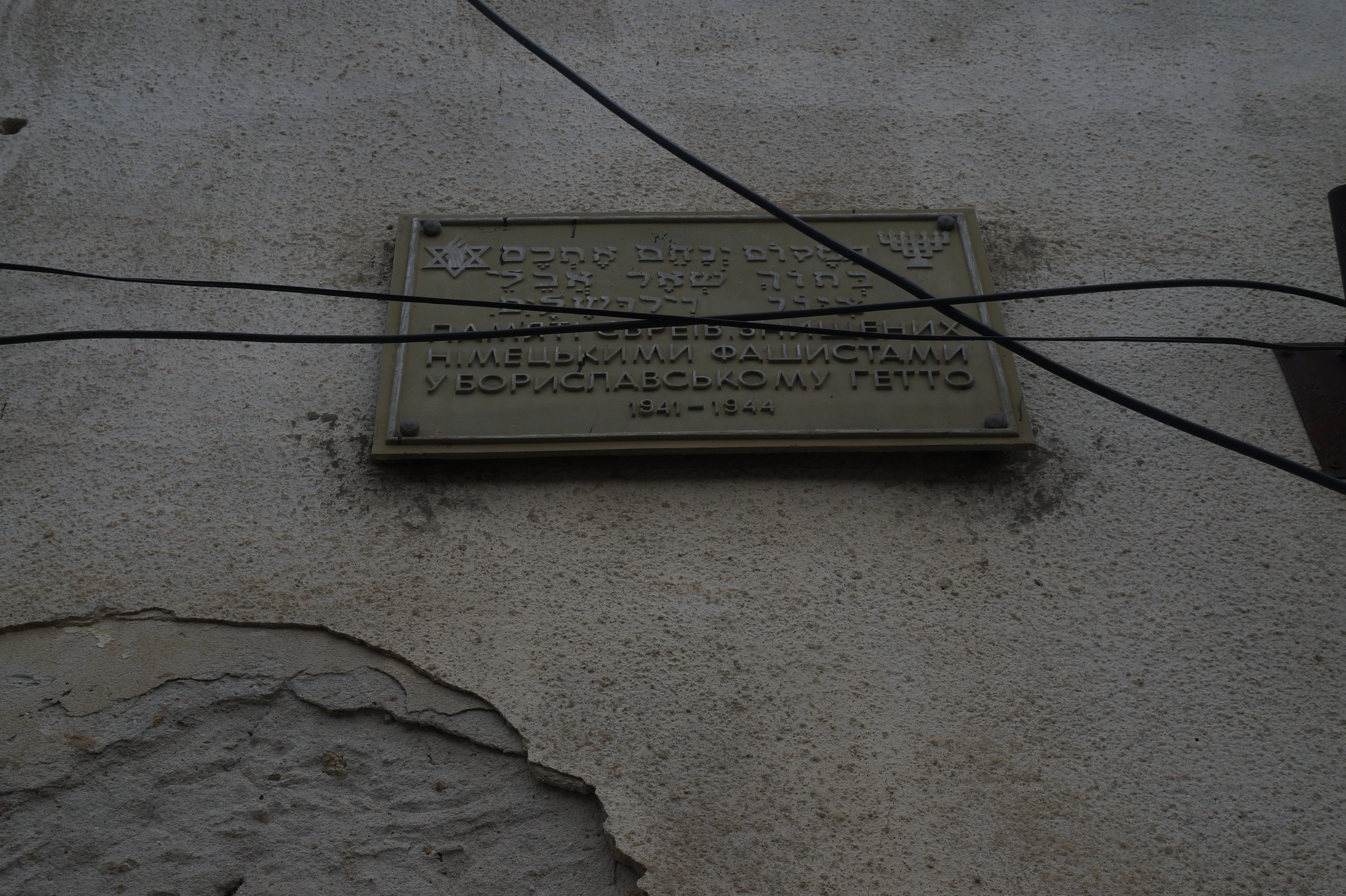
Plaque commémorative sur le bâtiment du camp de travail.